# Aphanogryllacris privata
Aphanogryllacris privata är en insektsart som först beskrevs av Heinrich Hugo Karny 1925.  Aphanogryllacris privata ingår i släktet Aphanogryllacris och familjen Gryllacrididae. Inga underarter finns listade i Catalogue of Life.